# Championnats de France de triathlon cross 2018
Navigation
2017 2019
Les championnats de France de triathlon cross 2018, ont lieu à Val-Revermont dans l'Ain le dimanche 2 septembre 2018.

## Résultats
Les tableaux présentent le podium du classement général. La course s'est déroulée sur une seule épreuve mixte.
| Place              | Triathlète          | Temps           |
| ------------------ | ------------------- | --------------- |
| Médaille d'or      | Arthur Forissier    | 1 h 49 min 2 s  |
| Médaille d'argent  | Brice Daubord       | 1 h 52 min 42 s |
| Médaille de bronze | Pierre Alain Nicole | 1 h 54 min 0 s  |

| Place              | Triathlète      | Temps           |
| ------------------ | --------------- | --------------- |
| Médaille d'or      | Morgane Riou    | 2 h 12 min 12 s |
| Médaille d'argent  | Alizée Patiès   | 2 h 17 min 34 s |
| Médaille de bronze | Maureen Demaret | 2 h 23 min 47 s |

### Événements majeurs
Morgane Riou passe la ligne d'arrivée, la première des féminines mais se voit disqualifier quelques minutes plus tard pour non dossard visible puisque porter dans le dos. Neuf autres athlètes vont être éliminer des résultats par ces mêmes faits dont la neuvième féminine, Sophie Frey et le cinquième du classement masculin Théo Dupras.
Deux mois et demi plus tard, le bureau exécutif de la Fédération française considère que les faits ne donnaient pas un avantage pour les athlètes incriminés et ne créa pas de situations dangereuses. Le conciliateur et la fédération décident donc de requalifier les athlètes à leurs places respectives.